# Arquitectura islàmica

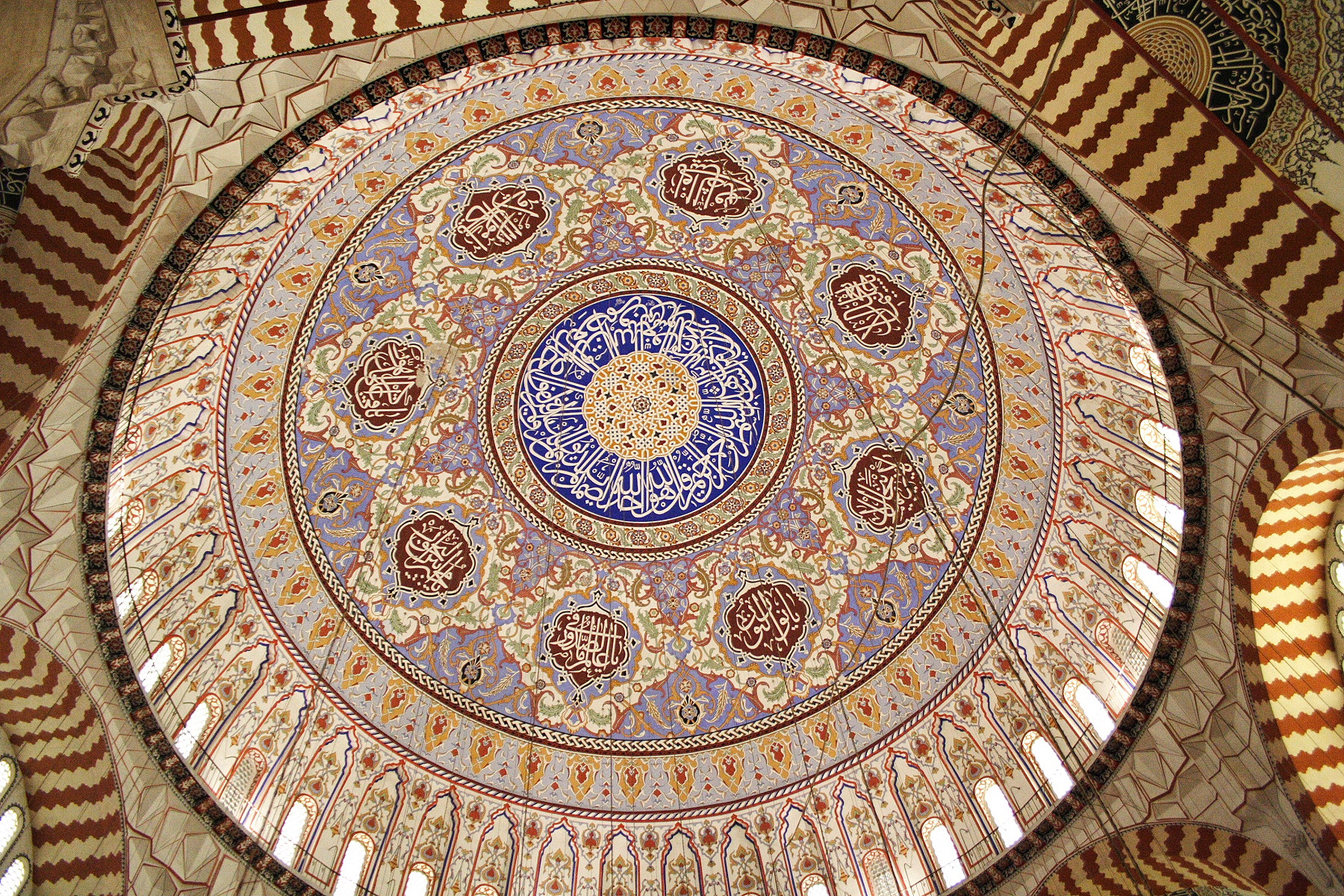
La cúpula de la Mezquita Selimiye a Edirne.

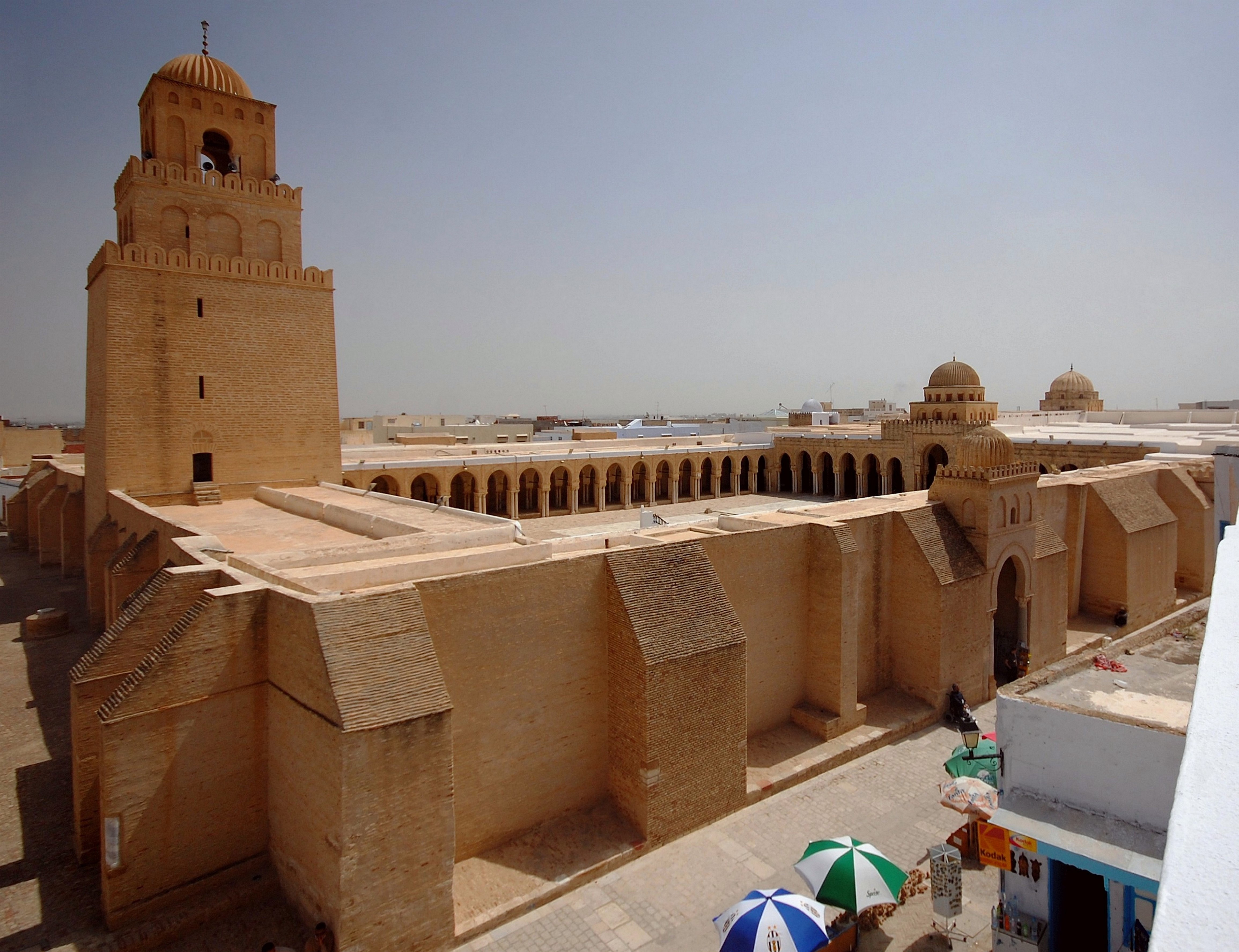
La Gran Mesquita de Kairuan, el més antic santuari de l'Occident musulmà, és un exemple de l'arquitectura islàmica a Àfrica del Nord. La mesquita està situada a Kairuan, Tunísia.

L'arquitectura islàmica (àrab: عمارة إسلامية, ʿimāra islamiyya) és un terme ample que agrupa els estils religiosos propis de la cultura islàmica des dels temps de Muhàmmad fins avui en dia, influenciant en el disseny i construcció d'edificis i estructures arreu del món.
Els tipus principals de construccions de l'arquitectura islàmica són: la mesquita, la tomba, el palau i el fort; encara que també van destacar edificacions de menor importància com els banys públics, les fonts i l'arquitectura domèstica. Es diu que la columna, l'arc i la cúpula són la «santíssima trinitat» de l'arquitectura islàmica, ja que les tres juntes són característiques que li donen bellesa i originalitat.

## Història
L'any 630 l'exèrcit de Mahoma va reconquerir la ciutat de La Meca per a la tribu Quraish. El santuari sant de Kaaba va ser reconstruït i dedicat a l'islam; la reconstrucció va ser duta a terme abans de la mort de Mahoma l'any 632 per un nàufrag fuster abissini en el seu estil natiu. Segons alguns documents el primer edifici islàmic va ser la casa de Mahoma a la ciutat de Medina.  Aquest santuari va estar entre els primers treballs de gran envergadura de l'islam. Les parets van ser decorades amb pintures de Jesús, María, Abraham, profetes, àngels i arbres. Després les doctrines del islam a partir del segle viii, basats en el Hadiz, van prohibir l'ús d'aquest tipus d'imatges en la seva arquitectura, especialment humans i animals.
Els musulmans, que en el transcurs de mitja centúria van avançar del desert des del Hijaz a Aràbia fins a les columnes d'Hèrcules a Occident i a l'altre de l'Índia a l'Orient, van conquerir països ja civilitzats. Els seus dominis van aconseguir una àrea més gran que la de l'Imperi Romà en l'època de la seva màxima extensió i van abastar diverses nacions. L'arquitectura era diferent de la de Roma i en molts casos força més antiga. 
Al segle vii les forces musulmanes van conquerir un extens territori. Una vegada que s'establien a la regió, primer buscaven un lloc on construir una Mesquita.  El disseny simple, basat en la casa del profeta Mahoma, va proveir d'elements que van ser incorporats a les noves mesquites i altres construccions pels primers musulmans, o van adaptar edificis ja existents com esglésies per al seu propi ús.

## Influències i estils tradicionals

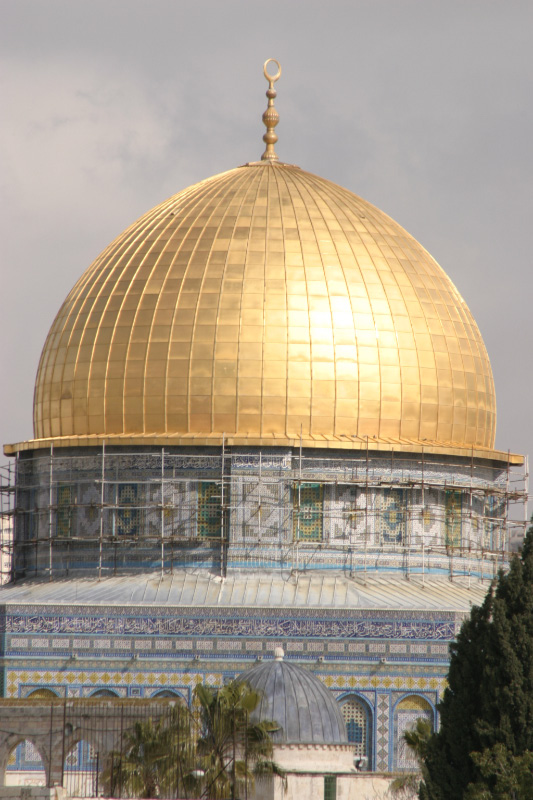
La Cúpula de la Roca és un exemple clau de l'arquitectura islàmica

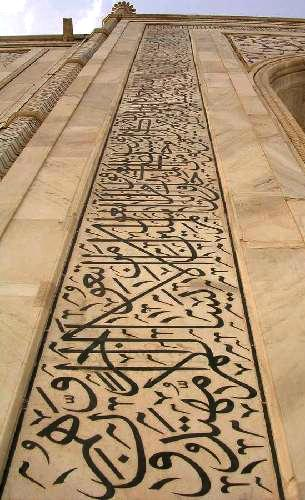
Cal·ligrafia àrab al gran pishtaq o portal d'accés al Taj Mahal.

Poc després de la mort del profeta Mahoma, es va desenvolupar un estil arquitectònic islàmic fàcilment recognoscible, format a partir dels models romà, egipci, persa / sassànida i  romà d'Orient. La rapidesa del seu ressorgiment va tenir com a fita l'any 691 amb la finalització de la Cúpula de la Roca (Qubbat al-Sakhrah) a Jerusalem. Aquest presenta trets com a espais de volta, una cúpula de planta circular, i l'ús d'estilitzats i repetitius patrons decoratius (arabescs). 
La Gran mesquita de Samarra a l'Iraq, completada l'any 851, combina l'arquitectura de fileres de columnes que es troben suportant una base plana sobre la qual descansa un gran minaret espiral.
L'Església de Santa Sofia a Istanbul, també va influir en l'art islàmic a l'afegir elements de la arquitectura romana d'Orient en els seus propis treballs. Quan els otomans van capturar la ciutat de Constantinoble, la van convertir de basílica a mesquita, tot i que ara és un museu. Aquesta església també va servir de model per a moltes altres mesquites otomanes com la Mesquita Sehzade i la Mesquita de Solimà.

### Arquitectura persa

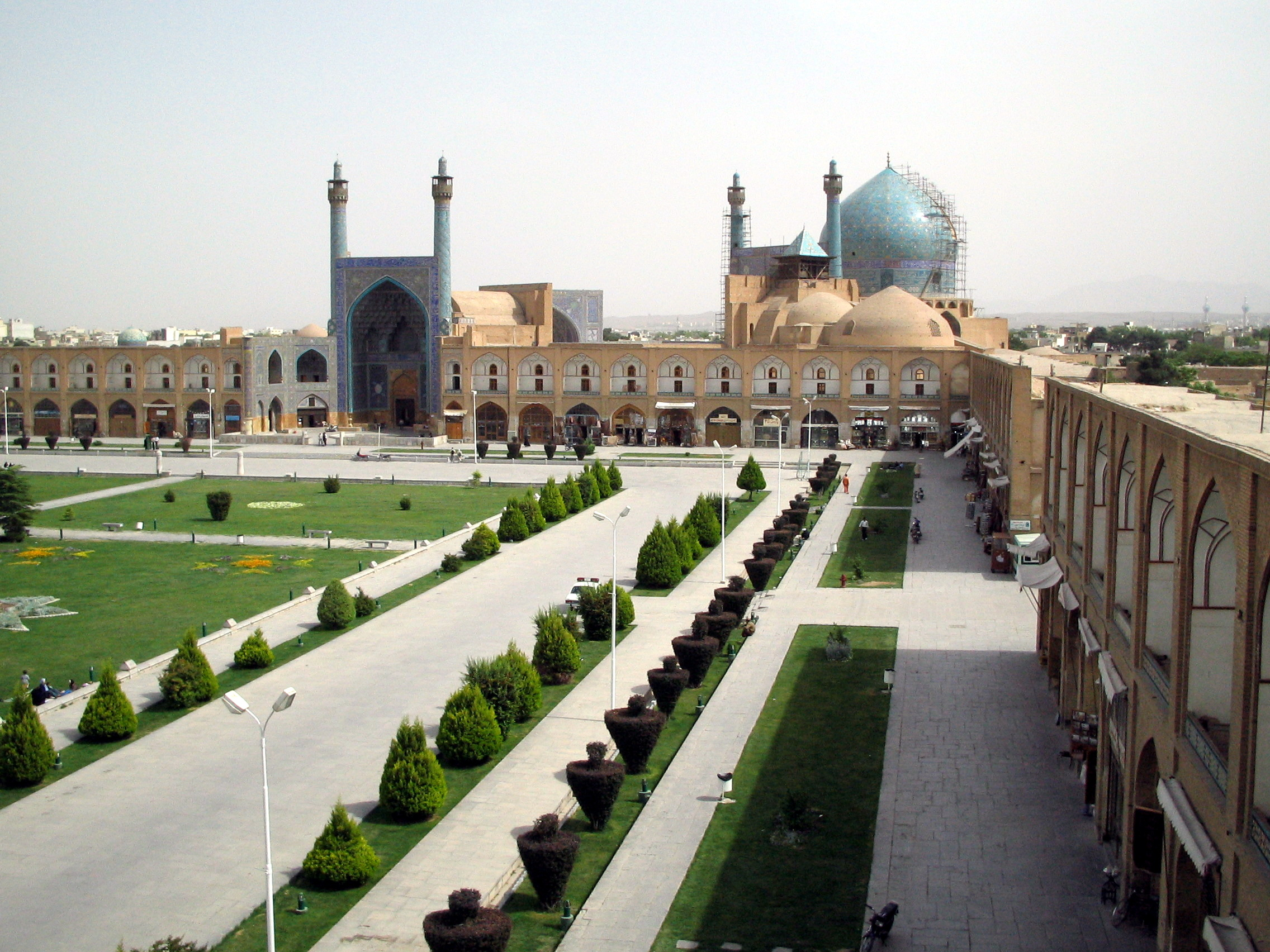
La mesquita del Naghsh-i-Jahan (Imam Khomeini) a Esfahan, Iran

Una de les primeres civilitzacions amb qui l'islam va entrar en contacte durant i després de la seva creació va ser amb Pèrsia.  a causa de la seva proximitat als primers arquitectes islàmics no només van prendre temporalment, sinó que van adoptar definitivament les tradicions i mètodes del decadent Imperi Sassànida.
Moltes ciutats com Bagdad, per exemple, van ser fetes al costat de construccions precedents com Firuzabad a Pèrsia. De fet, és sabut que les dues persones contractades per Al-Mansur per dissenyar els plànols de la ciutat van ser Naubakht (نوبخت), un antic persa seguidor de Zoroastre, i Mashallah (ماشاءالله), un antic jueu de Khorasan, Iran.

### Arquitectura andalusina

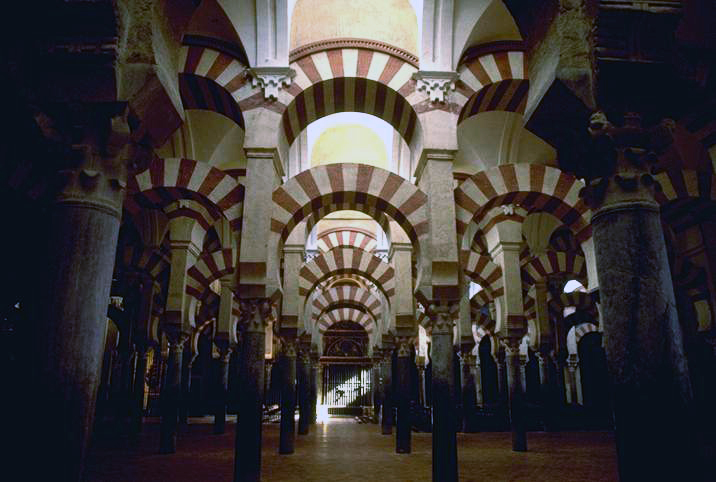
Vista de l'interior de la Mesquita de Còrdova

Coneguda també com a arquitectura hispanomusulmana. La construcció de la gran Mesquita de Còrdova, començada l'any 785, va marcar el començament de l'arquitectura islàmica a la península Ibèrica i en el nord d'Àfrica. La mesquita sobresurt pels seus arcs interiors amb forma de ferradura. L'arquitectura andalusí va arribar al seu cim amb la construcció de l'Alhambra, el magnífic palau-fortalesa de Granada, amb el seu espai obert i fresc adornat en vermell, blau i daurat; les parets estan decorades amb estilitzats motius de fullatges, inscripcions en àrab, i dissenys amb arabescs, amb parets cobertes de rajoles vidriades.
Just abans de conclosa la Reconquesta, la influència islàmica va tenir un impacte durador en l'arquitectura d'Espanya. En particular, els espanyols medievals van usar l'estil mudèjar, una barreja d'elements cristians i àrabs. Un dels millors exemples del durador impacte morisc són els Reales Alcázares de Sevilla. En aquest art va influint la situació fronterera, sempre mòbil. L'estil europeu anava penetrant la península i anava condicionant progressivament el mudèjar. La posterior conquesta d'Al-Àndalus donà un mudèjar més jove i amb influències directes de l'arquitectura tradicional.

### Arquitectura timúrida

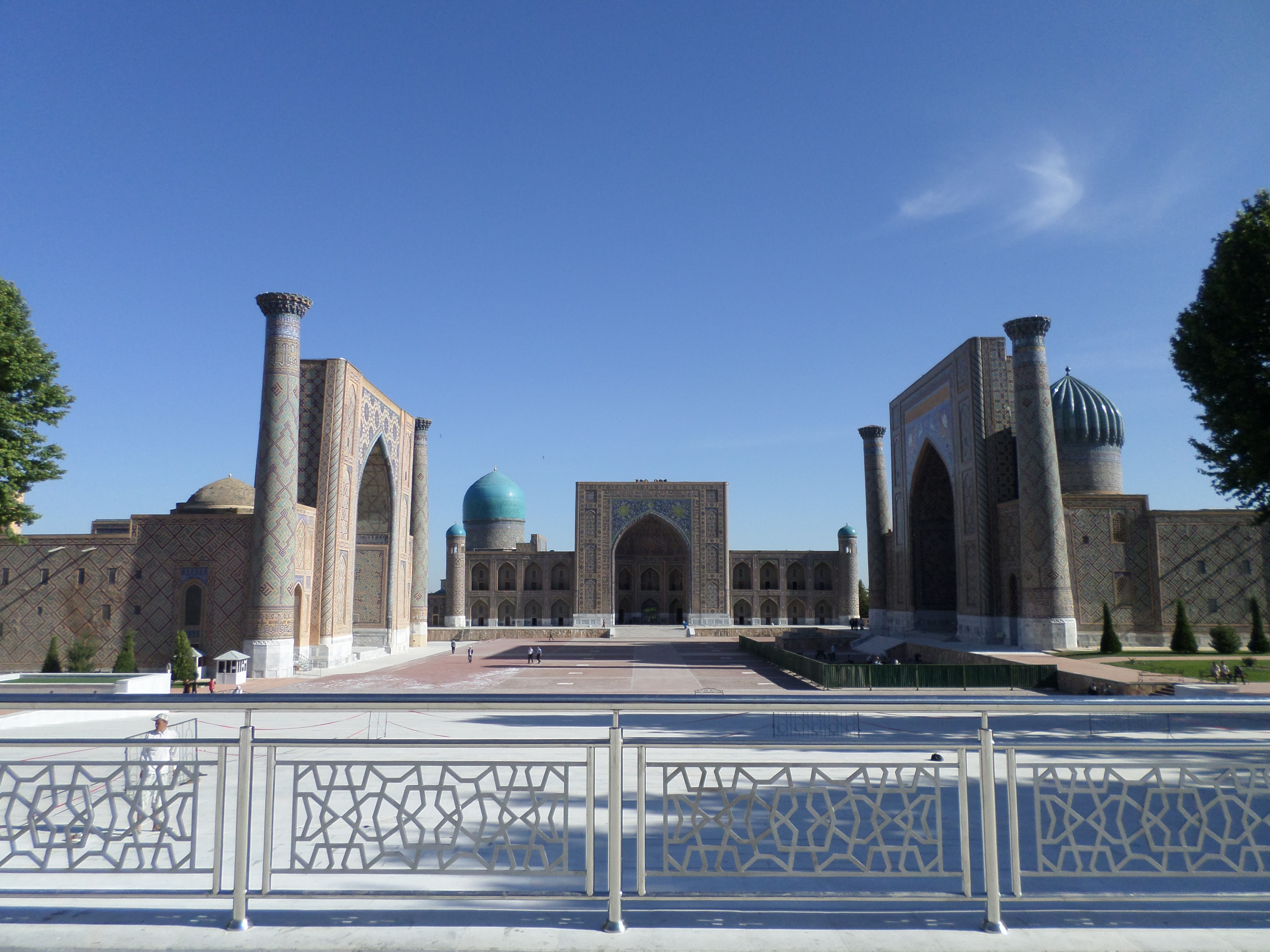
Plaça de l'Registán a Samarcanda, amb el conjunt de tres madrasses.

L'arquitectura timúrida és el pinacle de l'art islàmic a l'Àsia central. Els espectaculars edificis erigits per Timur Lang (també anomenat Tamerlà) i els seus successors a Samarcanda i Herat van ajudar a escampar la influència de l'escola artística de l'Il-kanat a l'Índia; d'aquesta manera van ajudar a l'ascens de la celebrada arquitectura mogol. L'arquitectura Timúrida va començar amb el santuari d'Ahmed Yasawi, en l'actual Kazakhstan; i va culminar amb el mausoleu de Tamerlà, Gur-e Amir, a Samarcanda. L'estil és en gran part derivat de la arquitectura persa emprant en les seves construccions també les famoses cúpules bulboses de l'arquitectura russa. La simetria axial és una característica de totes les estructures timúrides importants, com s'aprecia a Shah-i Zendah, a Samarcanda, i la mesquita de Gowhar Shad a Mashad. Altres característiques són les cúpules dobles de diferents formes i colossals grandàries, i les façanes estan pintades amb brillants colors.

### Arquitectura otomana

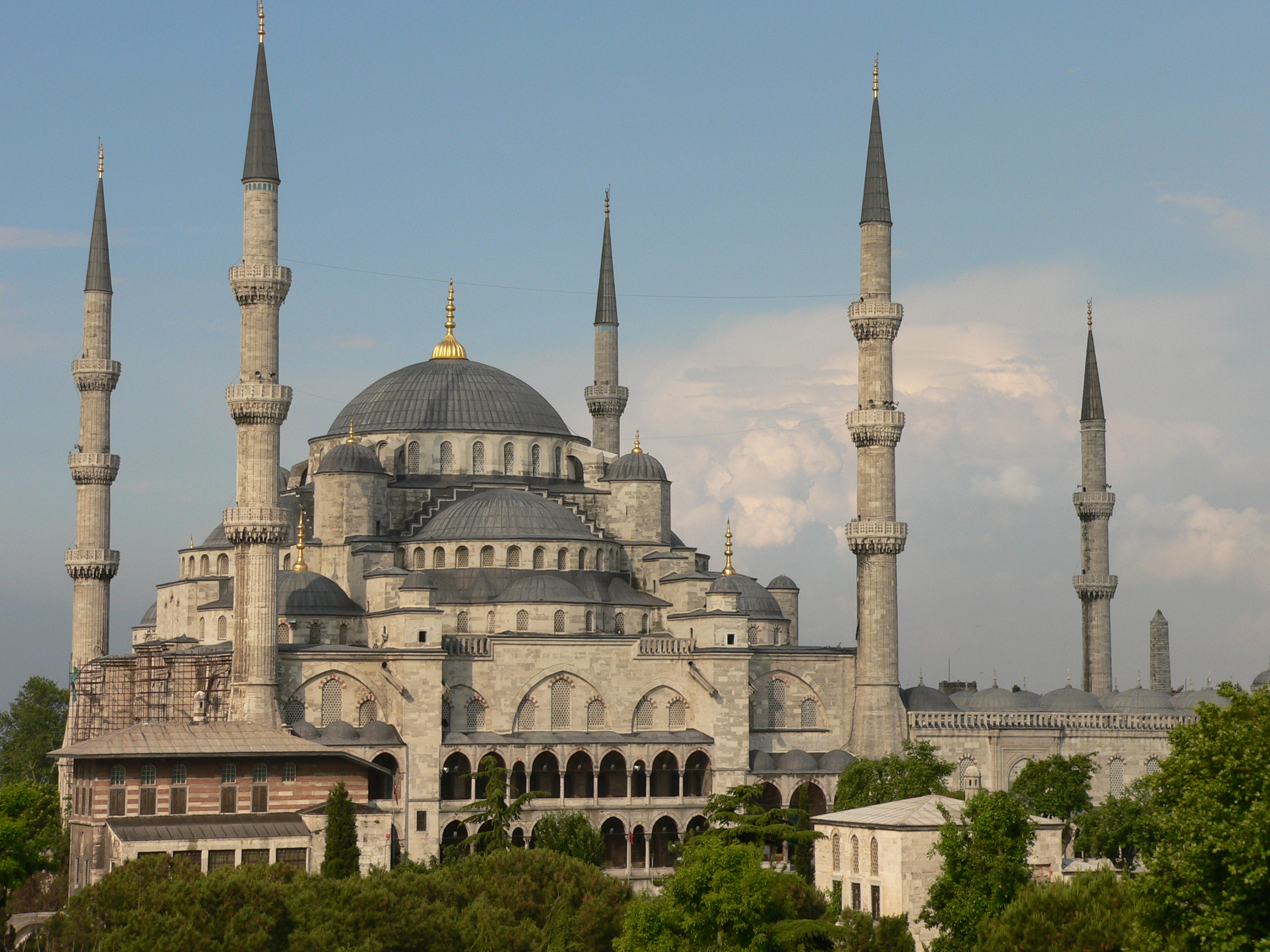
Mesquita Blava (1609-1617) a Istanbul, Patrimoni de la Humanitat i exemple del període clàssic de l'arquitectura otomana, mostrant la influència romana d'Orient.

L'arquitectura otomana és l'arquitectura construïda per l'Imperi Otomà en tots els territoris sobre els quals va exercir el control, un estil que va sorgir en les seves primeres capitals Bursa i Edirne en els segles xiv i xv. L'arquitectura de l'imperi es va desenvolupar a partir de l'anterior arquitectura seljúcida i va estar influenciada per les arquitectures romana d'Orient i iraniana, així com per la tradicions islàmiques mameluques després de la conquesta de Constantinoble. En general, l'arquitectura otomana s'ha descrit com una síntesi de l'arquitectura romana d'Orient amb les tradicions arquitectòniques de la Mediterrània i d'Orient Mitjà. Durant gairebé 400 anys, les edificacions otomanes més característiques van ser les grans mesquites, com els models desenvolupats per l'arquitecte més rellevant del període, Mimar Sinan -mesquites de Sehzade (1543-1548), de Süleymaniye (1550-1558) i de Rüstem Paşa (1561 -1563) - inspirades en l'antiga església de Santa Sofia.
Els otomans van aconseguir el més alt nivell de l'arquitectura construïda al seu territori, no superat ni abans ni després. Van dominar la tècnica de la construcció de grans espais interiors, confinats per cúpules, aparentment ingràvides tot i que encara massives, i van aconseguir una perfecta harmonia entre els espais interiors i exteriors mitjançant una sàvia articulació de llums i ombres. L'arquitectura religiosa islàmica, que fins llavors consistia en edificis simples profusament decorats, va ser transformada pels otomans mitjançant l'ús d'un ric i dinàmic vocabulari arquitectònic de voltes, cúpules, semi-cúpules i columnes. La mesquita va passar de ser una càmera petita i fosca amb parets cobertes de arabescs, a un santuari estètica i tècnicament equilibrat, de refinada elegància i amb un toc de transcendència divina.
Avui en dia, es troben romanents de l'arquitectura otomana en decadència en certes parts dels seus antics territoris. 

### Arquitectura fatimita

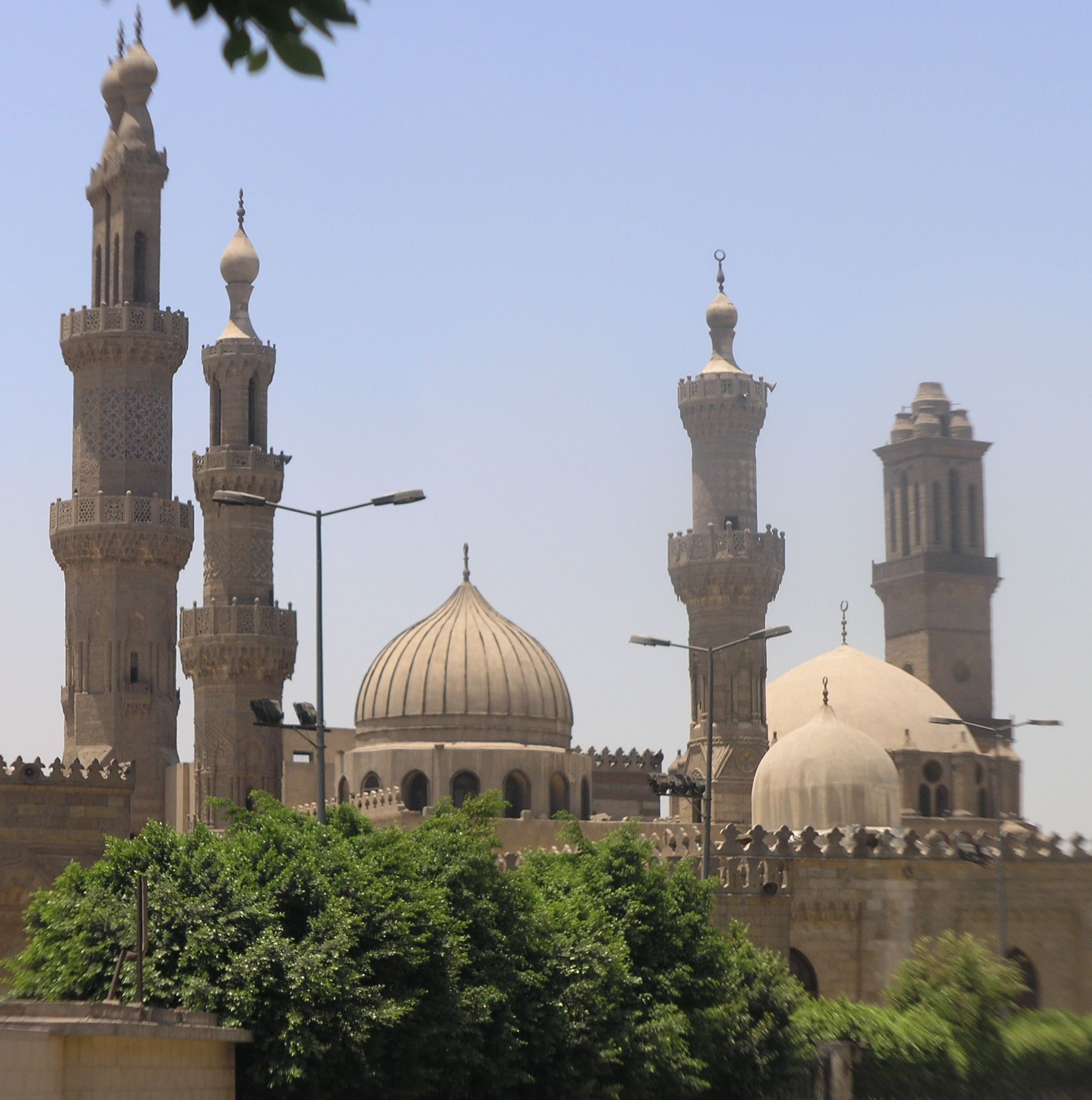
Mesquita d'al-Azhar (969-973), el Caire

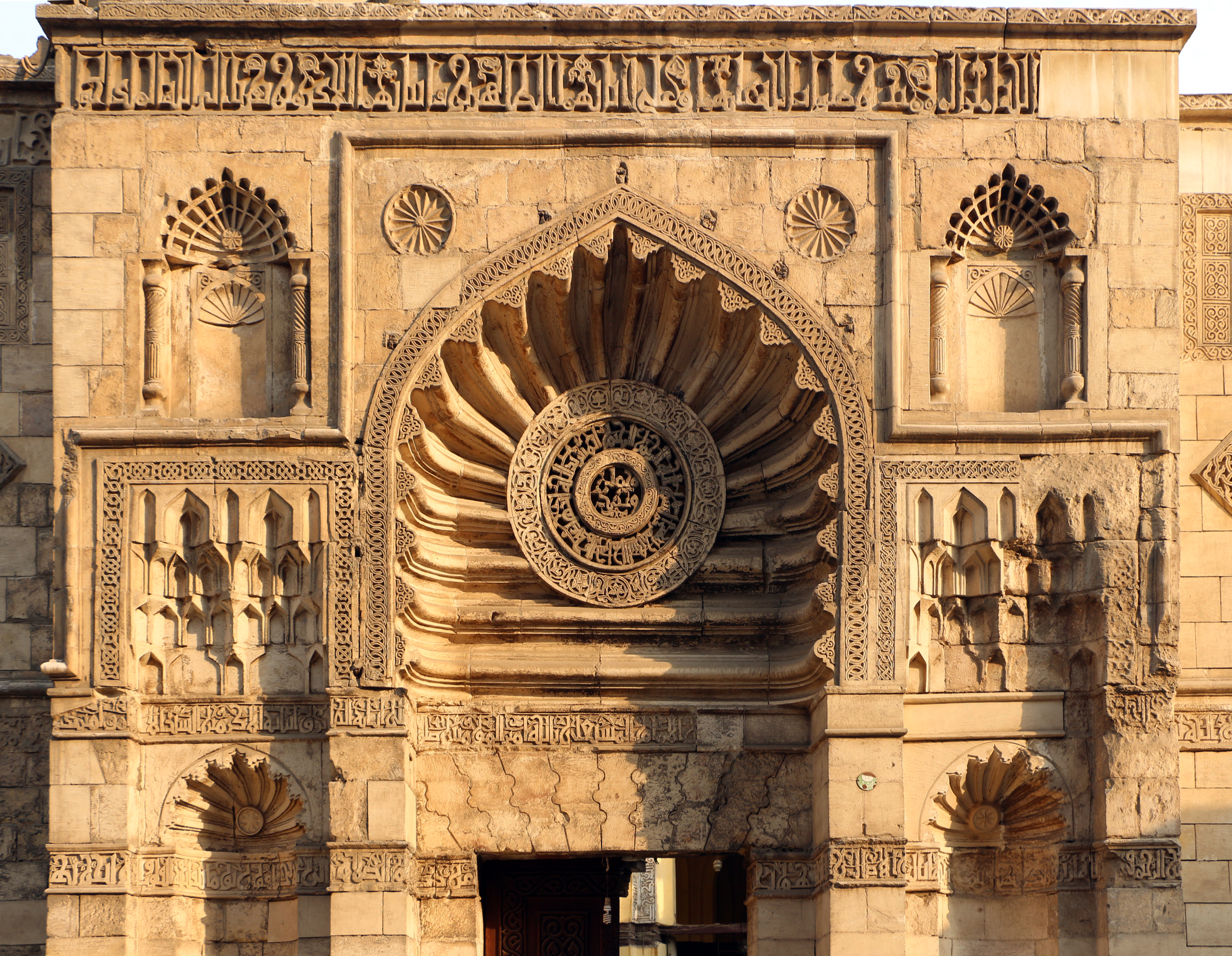
Mesquita d'Aqmar (acabada en 1125), el Caire

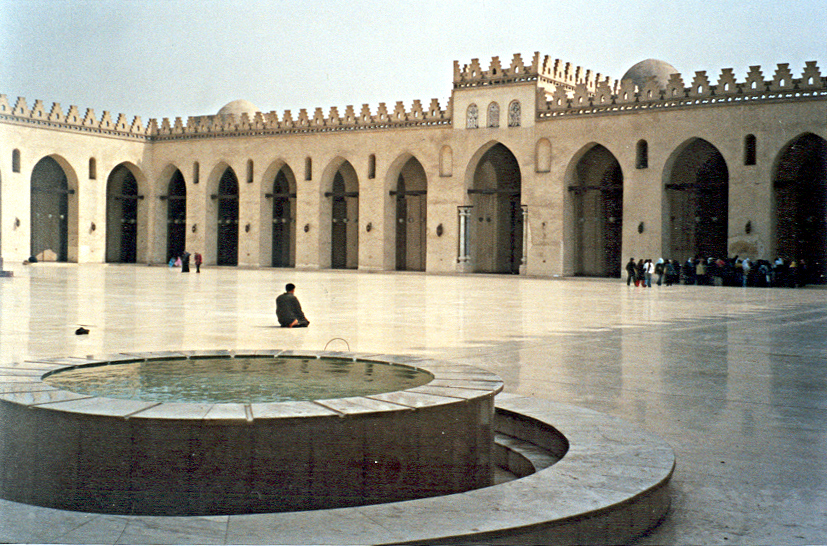
Pati de la mesquita Al-Hakim (996-1013), el Caire

L'arquitectura fatimita és l'estil arquitectònic que es va desenvolupar al Califat Fatimita sota la dinastia homònima dels fatimites, que van regnar al Nord d'Àfrica, a Ifriqiya i després a Egipte, entre 909 i 1171. Va ser una de les poques dinasties xiïtes del món islàmic i l'única on els membres ostentaven el títol de califa. Enfrontats als abbàssides, que regnaven a l'Iraq, van donar lloc a una important producció artística afavorida per aquesta competència entre les dues dinasties, embarcant-se en la construcció de palaus luxosos, els seus majors èxits arquitectònics, que es coneixen només gràcies a descripcions escrites. Diversos dels edificis que es conserven -Tombes, mesquites i muralles que es troben principalment al Caire- tenen elements originals fatimites, tot i que van ser modificats i reconstruïts en èpoques posteriors.
Combinava elements de l'arquitectura oriental i de l'occidental, inspirant-se en les tradicions nord-africanes i en l'arquitectura abbàssida, romana d'Orient i copta. Fusionar els primers estils islàmics amb l'arquitectura medieval del Soldanat Mameluc, introduint importants innovacions, com l'arc en quilla i les petxines de les cúpules. Van usar generalment pòrtics, doms sobre mihrabs i qiblas i façanes ornamentades amb iconografies i decoracions d'estuc. El gravat en fusta de les portes i interiors va ser delicat i detallat. Les seves mesquites seguien un esquema de planta hipòstila, amb un pati central envoltat per arcades; també van construir mausoleus, sent el Mashad, un altar que commemora a un descendent del profeta Mahoma, un tipus característic de la seva arquitectura.
Els seus majors èxits es van erigir en els seus principals ciutats: a Mahdia (909-948) -amb la Gran Mesquita, finalitzada en 916-, en A-Mansuriya (948-973) i en a-Qahira (973-1169), avui la vella ciutat del Caire a la riba oriental del riu Nil, que va ser el gran centre de la seva activitat, on es van erigir molts palaus, mesquites i altres edificis. Alguns exemples notables cairotes són les mesquites de al-Azhar (969 -973) - l'esplèndida, la primera mesquita aljama fundada alhora que la ciutat i que, amb la seva institució adjacent d'aprenentatge superior (la Universitat d'al-Azhar), es convertiria en el centre espiritual de l'ismailisme xiïta -, la de al-Hakim (996-1013) -que va tenir un paper molt important en les processons i cerimònies que van emfatitzar els rols religiosos i polítics del califa -, la de l Ulua (1015-1016), la de Yuyushi (acabada en 1085) i la d'Aqmar (acabada en 1125). Al-Aziz Billah (r. 975-996) és generalment considerat el major constructor fatimita, i se li reconeixen almenys tretze fites importants, com el palau Daurat, la mesquita del Caire, una fortalesa, un belvedere, un pont i uns banys públics.
Hi ha tres portes monumentals de l'era fatimita al Caire, construïdes sota les ordres del visir Badr al-Jamali (r. 1073-1094), han sobreviscut: Bab al-Nasr (1087), Bab al-Futuh (1087) i Bab Zuwayla (1092). Tot i que han estat alterades, tenen característiques d'arquitectura romana d'Orient, amb poques traces de la tradició islàmica oriental.
Recentment ha sorgit un estil neo-fatimita, utilitzat en restauracions o en l'edificació revival de mesquites xiïtes modernes per Dawoodi Bohra, que suposadament continua l'arquitectura fatimita original.

### Arquitectura mameluca

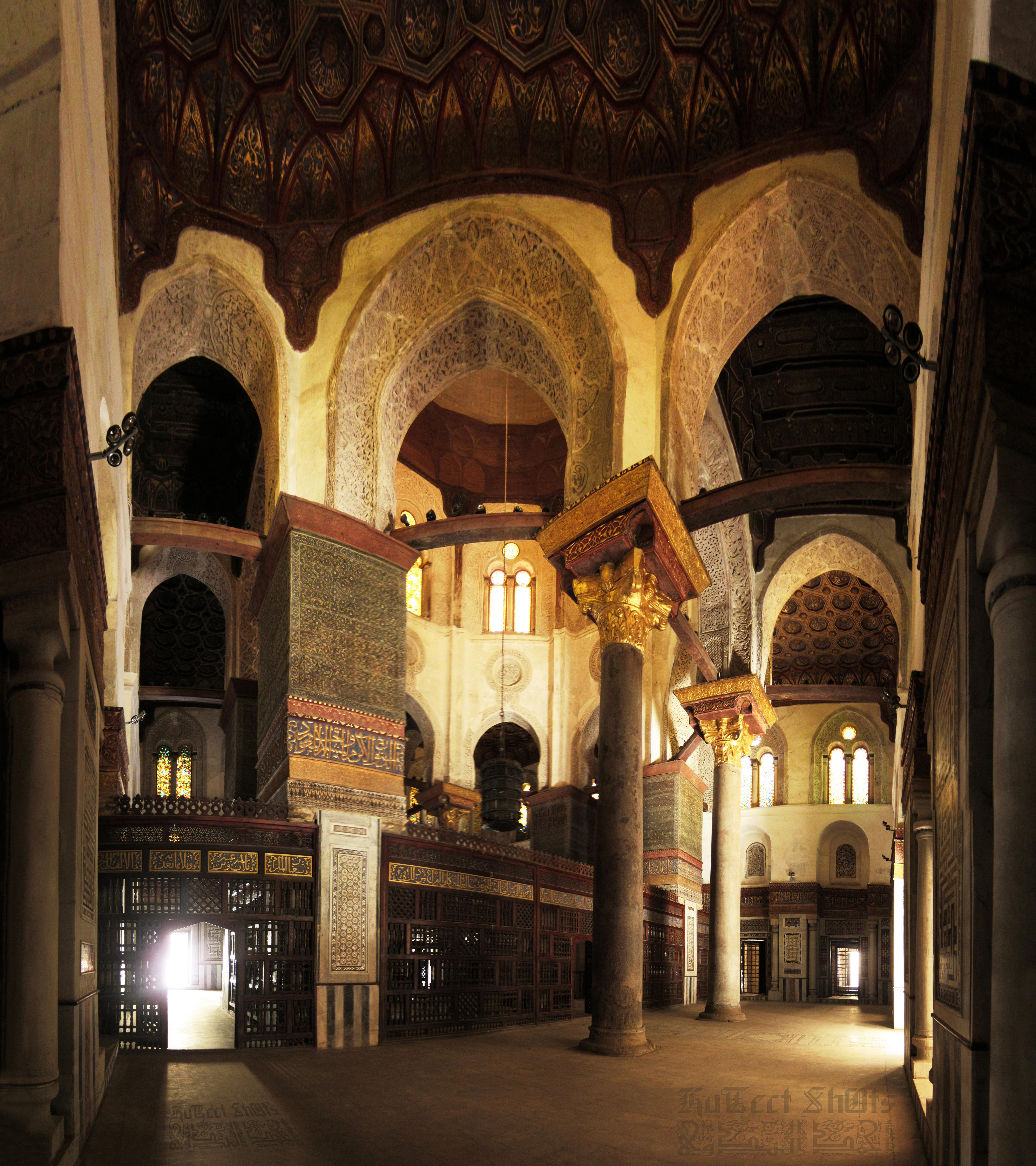
Interior del complex Qalawun (acabat en 1283), el Caire

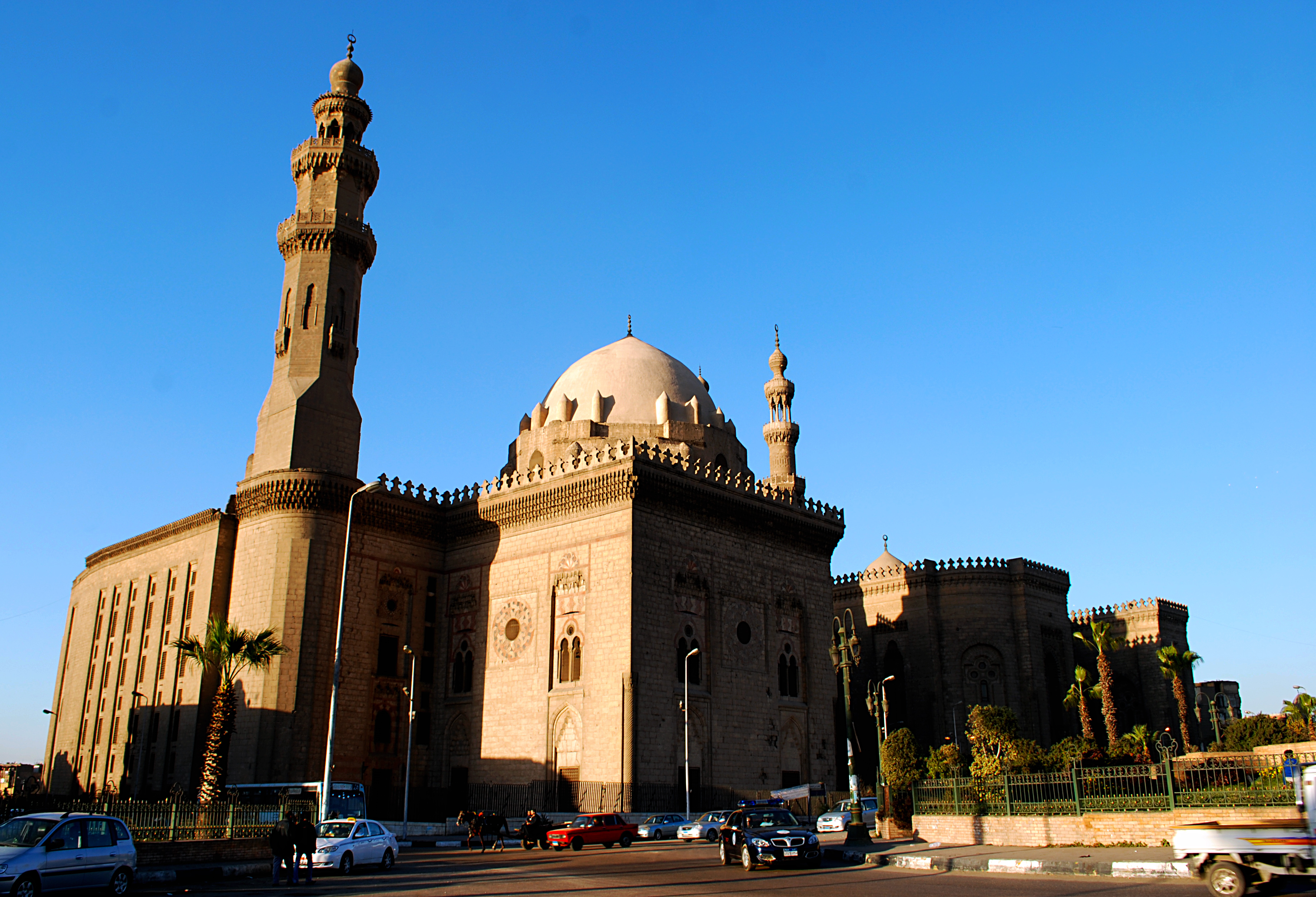
Mesquita-madrassa del Soldà Hassan (1356-1359), el Caire

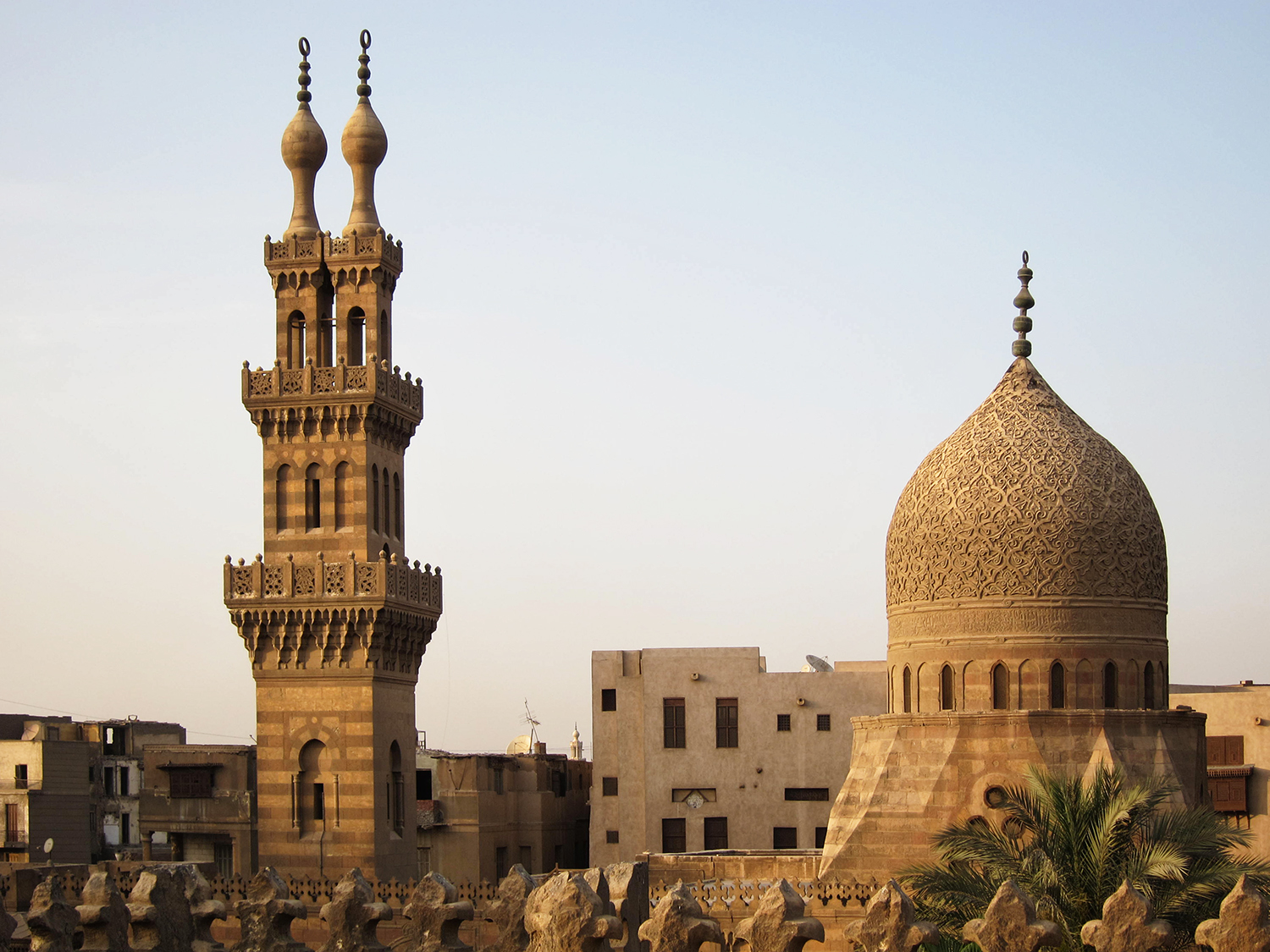
Minaret de la mesquita d'al-Maridani (1503-1504), el Caire

L'arquitectura mameluca correspon a l'estil d'arquitectura islàmica que va florir durant el regnat del Soldanat Mameluc (1250-1517), desenvolupat especialment al Caire medieval on encara és visible. Estava fortament influenciada per l'arquitectura de l'antic Egipte i per l'arquitectura copta. El fervor religiós va fer dels governants mamelucs generosos mecenes de l'arquitectura i de l'art. El comerç i l'agricultura van florir sota el domini mameluc, i El Caire, la capital, va esdevenir una de les ciutats més riques del Pròxim Orient i en el centre d'una forta activitat artística i intel·lectual. Això va fer que la ciutat fos, en paraules de l'historiador i filòsof Ibn Jaldun (1332-1406), «el centre de l'univers i el jardí del món», amb majestuoses cúpules funeràries, patis i altíssims minarets repartits per tota la ciutat, que es respectaven com a símbols de commemoració i culte.
La història dels mamelucs es divideix en dos períodes basats en dues línies dinàstiques: els mamelucs Bahrites (1250-1382) d'origen Kiptxak de Rússia meridional, anomenats així per la ubicació de les seves casernes al Nil, i els mamelucs burjites (1382-1517) d'origen circassià, que van estar aquarterats a la ciutadella.
El regnat dels Bahri va definir l'art i l'arquitectura de tot el període mameluc. Les seves arts decoratives -especialment el vidre esmaltat i daurat, la metal·listeria amb incrustacions, l'artesania i ebenisteria en fusta i els tèxtils-, van ser apreciades en tota la Mediterrània i a Europa, on van tenir un profund impacte en la producció local. La influència de la cristalleria mameluca en la indústria del vidre venecià és només un d'aquests exemples. 
El regnat de l'aliat i successor de Baibars, al-Mansur Qalawun (r. 1280-1290), va iniciar el mecenatge de les fundacions públiques i piadoses que incloïen madrasses, mausoleus, minarets i hospitals. Aquests complexos, ben dotats econòmicament, no només asseguraven la supervivència de la riquesa del patró -que podria perillar a causa dels problemes legals relacionats amb l'herència i la confiscació de les fortunes familiars.-sinó que també perpetuaven el seu nom. A més del complex de Qalawun, altres obstinacions importants dels sultans Bahri van ser els d'An-Nàssir Muhàmmad ibn Qalàwun (1295-1304), així com l'immens i esplèndid complex de Hassan (començat 1356).
Els soldans burjites van seguir les tradicions artístiques establertes pels seus predecessors Bahrites. Els seus tèxtils i catifes van ser molt apreciats en el comerç internacional. En arquitectura, les fundacions piadoses públiques van continuar sent afavorides. Els principals projectes en el període primerenc burjita a Egipte van ser els complexos empresos per Barquq (r. 1382-1399), Faraj (r. 1399-1412), Mu'ayyad Shaykh (r. 1412-1421) i Barsbay (r. 1422 -1438).
A les províncies orientals de la Mediterrània, el lucratiu comerç de tèxtils entre l'Iran i Europa va ajudar a revifar l'economia. També va ser significativa l'activitat comercial dels pelegrins que es dirigien a La Meca i a Medina. Es van erigir grans magatzems, com el Khan al-Qadi (1441), per satisfer l'augment del comerç. Altres fundacions públiques en la regió van ser les mesquites de Aqbugha al-Utrush (Aleppo, 1139-1410) i Sabun (Damasc, 1464), així com la madrassa Jaqmaqiyya (Damasc, 1421).
A la segona meitat del segle xv, les arts van prosperar sota el patrocini de Qaitbey (r. 1468-1496), el més gran dels últims sultans mamelucs. Durant el seu regnat, els santuaris de la Meca i Medina van ser àmpliament restaurats. Les principals ciutats van ser dotades amb edificis comercials, fundacions religioses i ponts. Al Caire, el complex de Qaitbey al Cementiri del Nord (1472-1474) és l'edificació més coneguda i admirada d'aquest període.
La construcció va continuar sota l'últim soldà mameluc, al-Ashraf Qansuh al-Ghawri (r. 1501-1517), qui va encarregar el seu propi complex (1503-1505); però, els mètodes de construcció reflectien les finances de l'estat. Encara que el regne mameluc aviat es va incorporar a l'Imperi Otomà (1517), la cultura visual mameluca va continuar inspirant tradicions artístiques islàmiques i otomanes.

### Arquitectura mogol

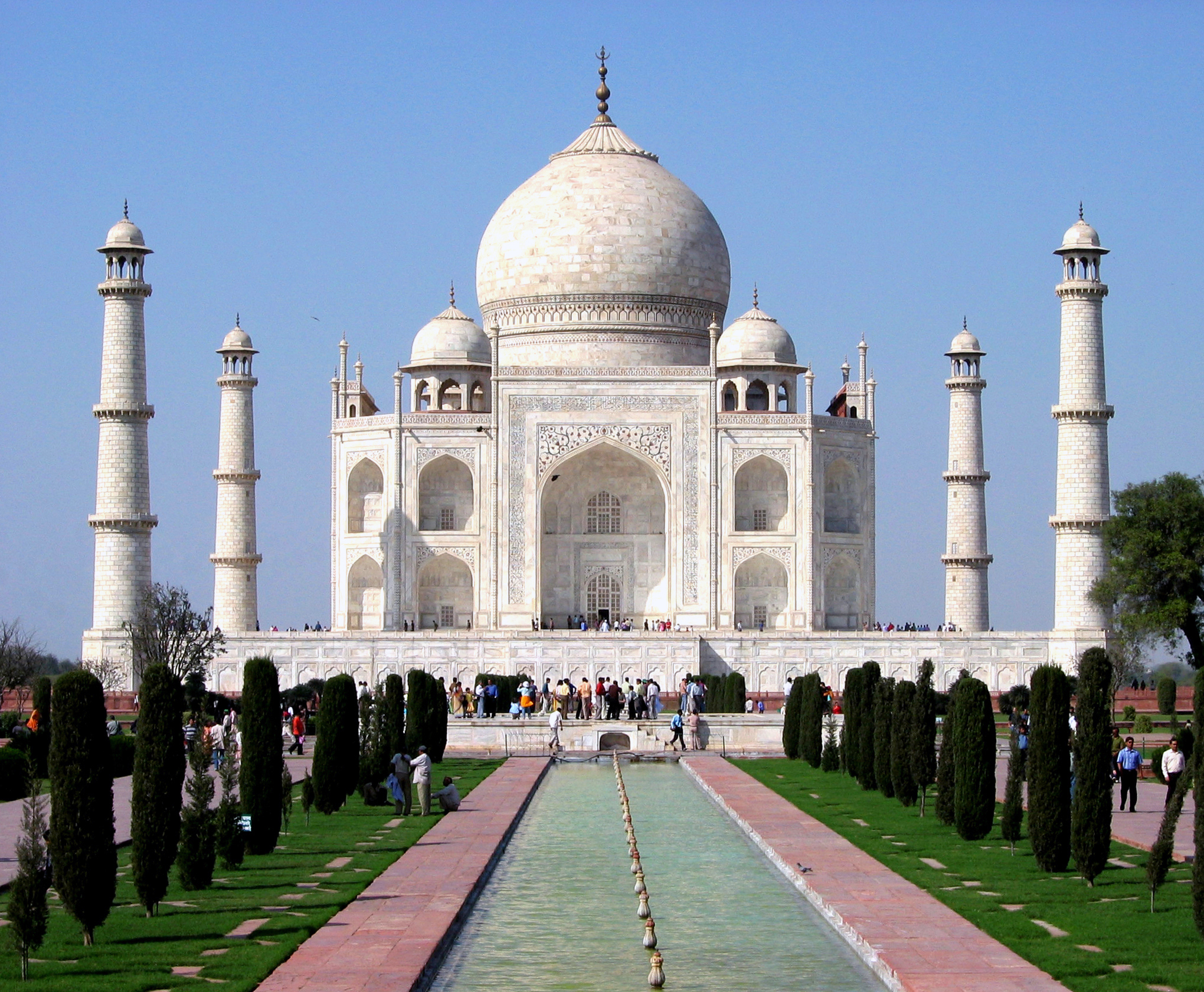
El Taj Mahal a Agra, construït per Xa Jahan com a mausoleu per a la seva esposa, cimal de l'arquitectura mogol a l'Índia, i un dels edificis més peculiars del món.

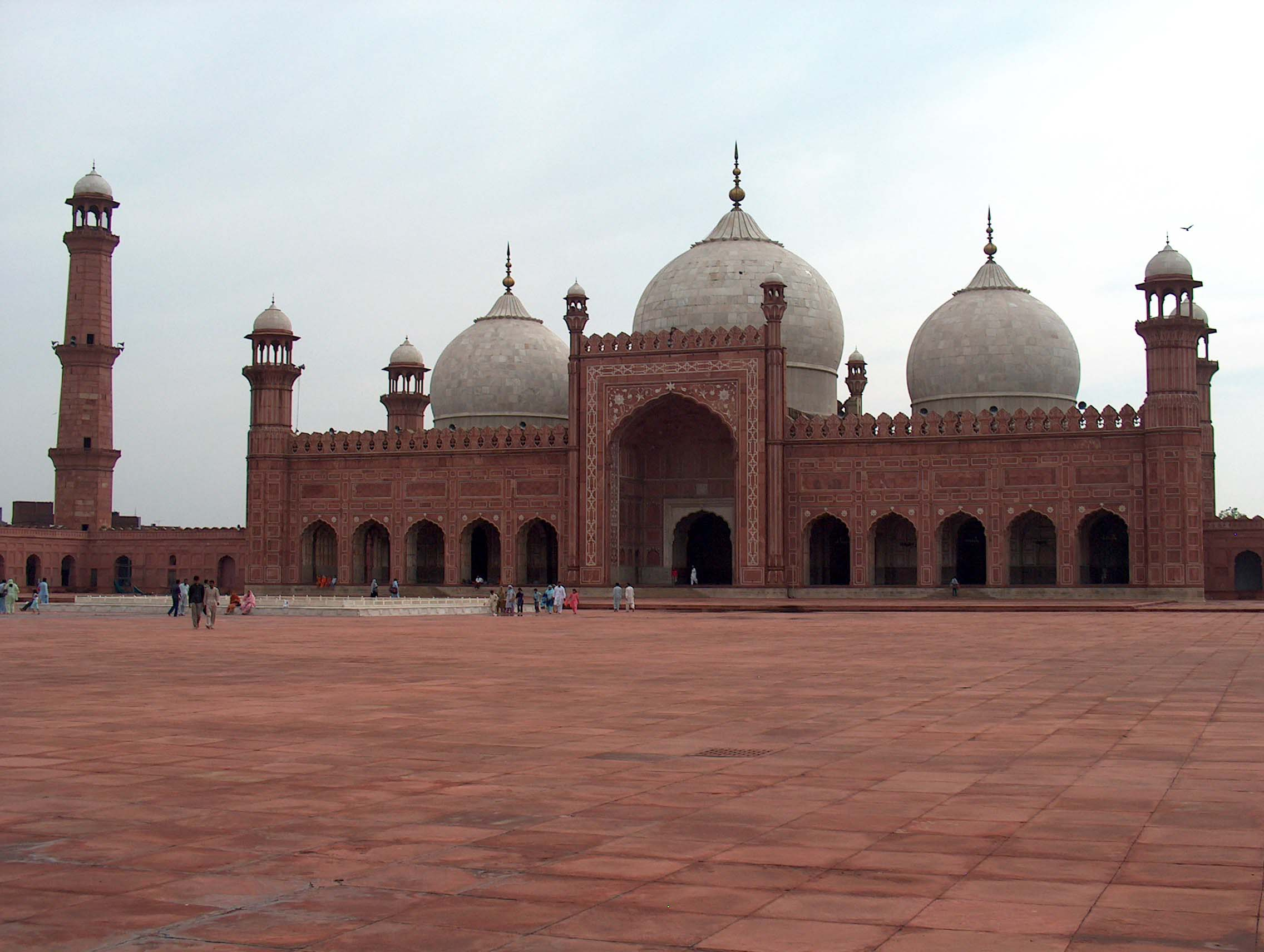
La Badshahi Masjid, literalment la 'Mesquita Real', va ser construïda en 1674 per Aurangzeb aLahore.

L'arquitectura mogol fa referència a l'estil arquitectònic que es va desenvolupar a l'imperi mogol en els segles XVI, XVII i xviii en tota l'extensió sempre canviant del seu imperi a partir de l'Índia medieval. Continuant les tradicions iranianes i locals anteriors, va aconseguir una perfecció excepcional enriquint-les amb elements europeus i altres completament nous, aconseguint una amalgama d'arquitectura islàmica, persa, turca i índia.
Els edificis mogols tenen un patró uniforme d'estructura i aparença, incloent l'ús de grans cúpules bulboses, esvelts minarets a les cantonades, grans sales, massives portes amb voltes i una delicada ornamentació.  Els seus governants van aixecar molts mausoleus, mesquites, forts, jardins i ciutats, trobant encara avui dia bons exemples en les actuals Índia, Afganistan, Bangladesh i Pakistan.
La dinastia mogol es va establir a la regió l'any 1526 després de la victòria de Babur en la Batalla de Panipat enfront del sultanat de Delhi de la dinastia Lodi. Durant el seu regnat de cinc anys, Babur va posar molt interès en l'erecció de nous edificis, encara que pocs han sobreviscut. El seu net Akbar també va construir molt i això va afavorir que l'estil es desenvolupés plenament durant el seu regnat. Entre els seus assoliments estan la tomba d'Humayun (per al seu pare), el fort d'Agra, la fortalesa-ciutat real de Fatehpur Sikri (a uns 40 km a l'oest d'Agra) i el Buland Darwaza. El fill d'Akbar, Jahangir va encarregar els jardins de Shalimar al Caixmir.
L'arquitectura mogol va aconseguir el seu zenit durant el regnat de Shah Jahan, qui va construir la Jama Masjid, el fort vermell, els jardins de Shalimar a Lahore i el monument mogol més famós, el Taj Mahal. Tot i que el fill de Shah Jahan, Aurangzeb va encarregar edificis com la Badshahi Masjid, a Lahore, el seu regnat va correspondre amb el declinar de l'arquitectura mogol i del mateix imperi.
Sis elements de l'arquitectura mogol han estat declarats per la UNESCO Patrimoni de la humanitat: el fort i jardins de Shalimar a Lahore (1981), el fort d'Agra i el Taj Mahal (1983), la capital Fatehpur Sikri (1988), la tomba d'Humayun (1993) i el fort vermell de Delhi (2007). Quatre han estat inscrits en les llistes indicatives -pas previ per sol·licitar que siguin inclosos en la llista del Patrimoni de la Humanitat- de dos països: el Pakistan va incloure la Badshahi Masjid de Lahore (1983), el conjunt de les tombes de Jahangir, Asif Khan i Akbari Sarai, a Lahore (1993) i la mesquita de Shah Jahan de Thatta (1993) i l'Índia va incloure els jardins mogols de Caixmir (2010).

Vista de la fortalesa-ciutat real de Fatehpur Sikri.

### Arquitectura xinesa

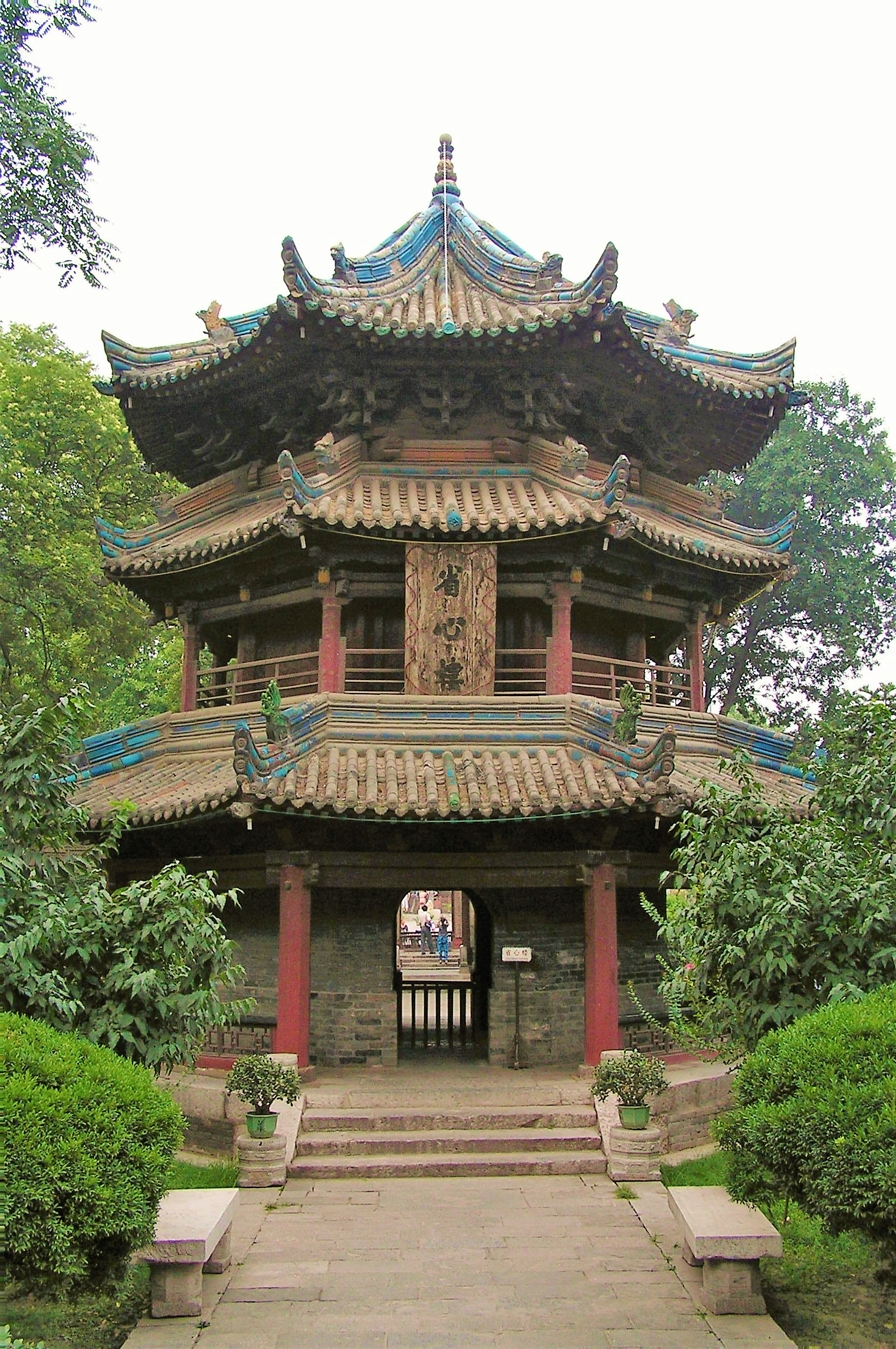
La Gran mesquita de Xi'an, Xina.

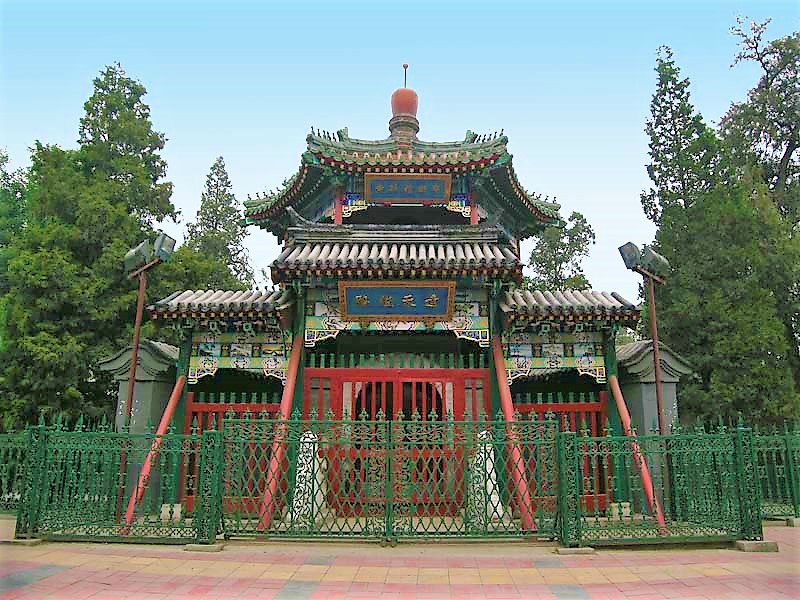
La mesquita de Niujie a Pequín

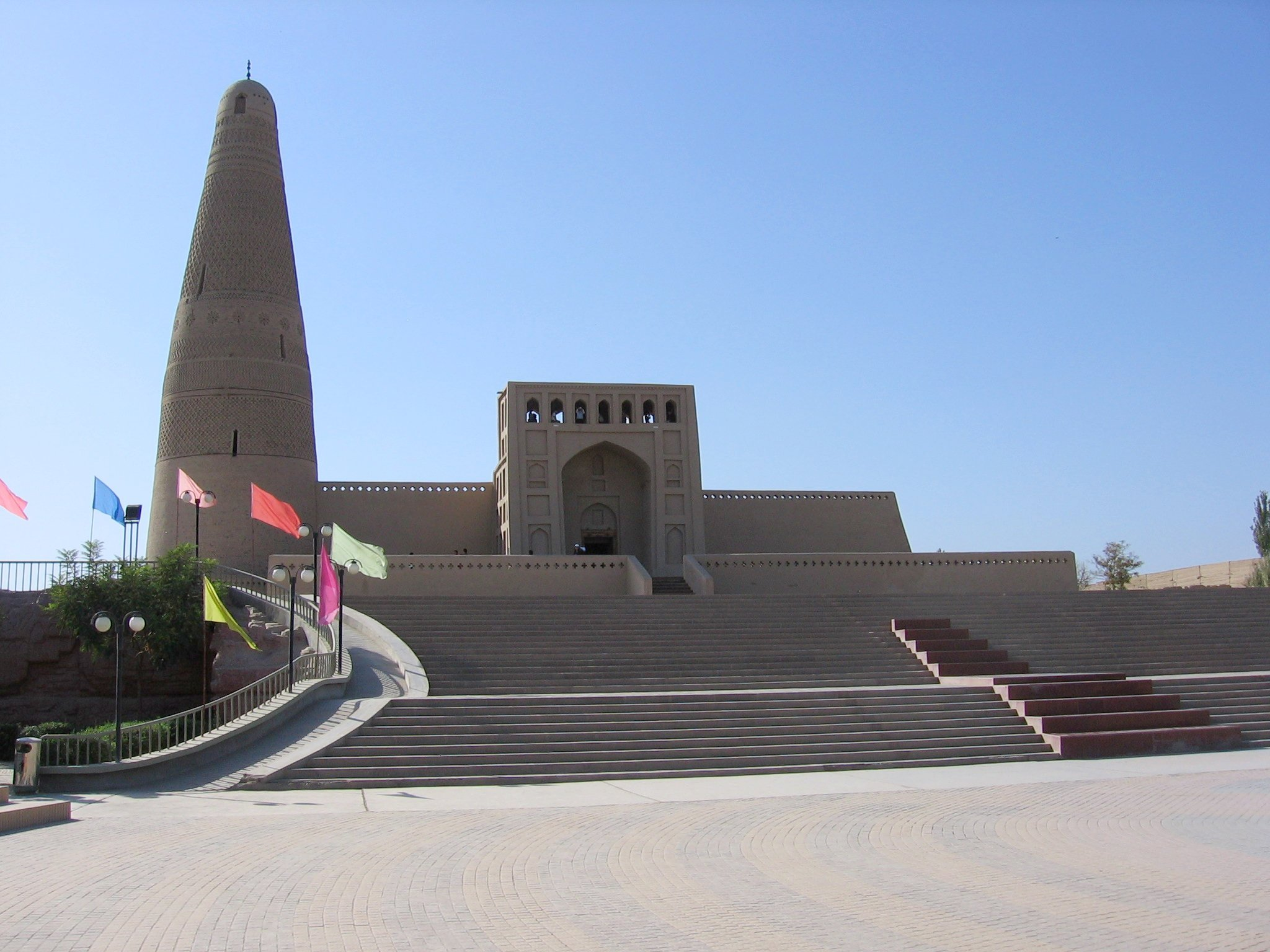
Mesquita Turpan

La primera mesquita xinesa es va establir al segle vii durant la Dinastia Tang a Xi'an. La Gran Mesquita de Xi'an, les actuals instal·lacions daten de l'Dinastia Ming, no imita la majoria de les característiques associades sovint amb les mesquites tradicionals sinó que sovint imita la arquitectura xinesa tradicional. Les mesquites de l'oest de la Xina sí que incorporen més elements vists en mesquites d'altres parts del món. Les mesquites xineses de l'oest són més propenses a incorporar minarets i voltes mentre que a l'est tendeixen més a semblar a pagodes. 
Cap a 742, es va construir la mesquita de Tsi o Xi nen, que va ser un símbol dels contactes entre l'Islam i la Xina. Situada al sud-oest de Pequín, Tsi nen va ser freqüentada per nombrosos viatgers i comerciants musulmans entre els segles X i xviii. 
Una característica molt important en l'arquitectura xinesa és la seva èmfasi en la simetria, que la connota amb un sentit de certa grandesa; això s'aplica a tot des dels palaus a mesquites. Una excepció notable està en el disseny de jardins, que tendeix a ser tan asimètric com sigui possible. Com en les pintures xineses de la voluta, el principi subjacent en la composició del jardí és crear i aguantar flux; deixar un patró vagar i gaudir del jardí sense prescripcions, com en la naturalesa mateix.
Els edificis xinesos solen ser construïts amb maons vermells o grisos, sent la fusta el comú en les estructures; aquests són així més capaços de suportar terratrèmols, i no obstant això més vulnerables al foc. El terrat d'un edifici xinès típic es corba; hi ha classificacions terminants dels tipus d'aguiló, comparables amb els ordres clàssics de les columnes europees.
La majoria de les mesquites xineses tenen certs aspectes en comú amb la resta de mesquites islàmiques, però com passa amb altres regions l'arquitectura islàmica xinesa reflecteix l'arquitectura local en el seu estil. La Xina és famosa per les seves belles mesquites, que s'assemblen als temples. No obstant això a la Xina occidental les mesquites s'assemblen més a les d'Orient Mitjà, amb minarets alts, prims, els arcs corbs i els terrats amb forma de cúpula. Al nord-oest de la Xina, on els xinesos Hui han construït les seves mesquites, hi ha una combinació d'estils de l'est i l'oest. Les mesquites tenen terrats budistes assenyalades per mitjà de llums de l'estil fixades als patis emparedats entrant a través d'arcs amb voltes i minarets en miniatura. 

### Arquitectura afro-islàmica

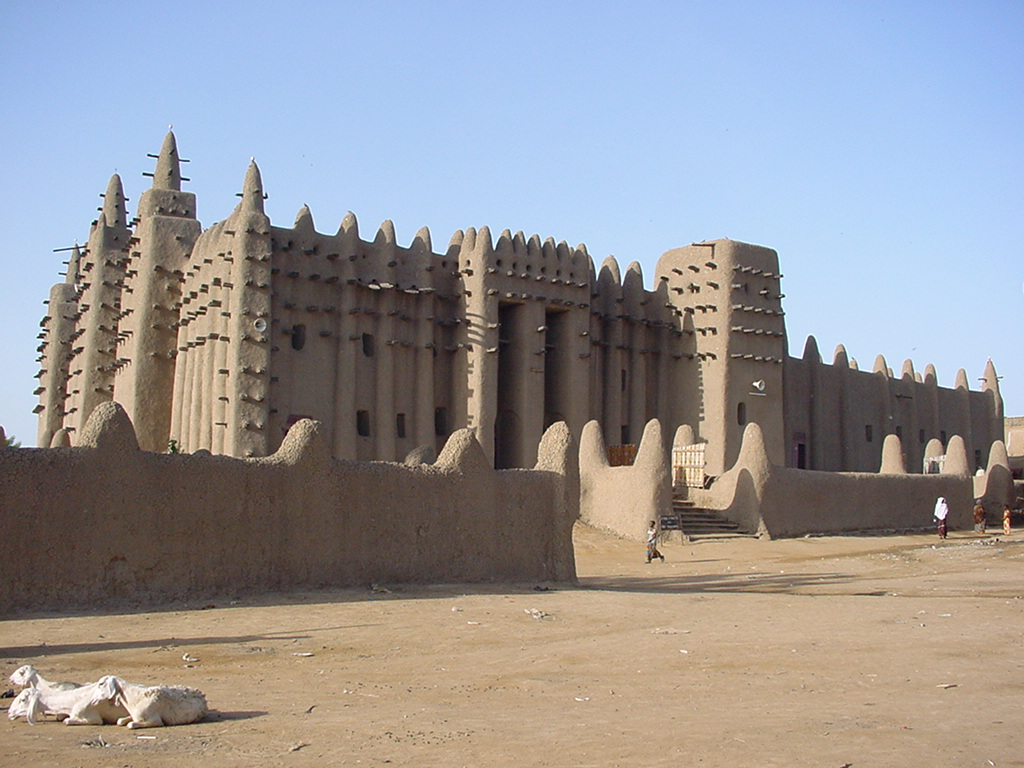
La Gran Mesquita de Djenné en Mali és un bon exemple de l'estil d'arquitectura practicat a la zones compreses pel Sudan, el Sàhara i les seves respectives zones d'influència.

La conquesta islàmica del nord d'Àfrica va veure el desenvolupament de l'arquitectura islàmica a la regió, incloent algunes famoses estructures com la Ciutadella del Caire.
Al sud del Sàhara, la influència islàmica va ser una de les majors contribucions al desenvolupament arquitectònic en temps de l'Imperi de Ghana. A Kumbi Saleh, els locals vivien en barraques abovedades mentre que els comerciants tenien cases de pedra. L'arquitectura del Sahel va créixer inicialment de les dues ciutats de Djenné i de Timbuktu. La mesquita de Sanskore a Timbuktu, construïda de fang i fusta, era d'estil semblant a la Gran Mesquita de Djenné. A causa de l'ascensió d'alguns regnes a la regió costanera africana de l'oest es va produir una arquitectura que es va implantar en lloc d'altres tradicions indígenes, utilitzant la fusta. La famosa ciutat de Benín, destruïda per l'Expedició Punitiva a Benín, era un gran complex de llars de fang, amb terrats de ripia o de fulles de palma. El palau tenia una successió de quarts cerimonials, i va ser adornat amb plaques de coure groc.

## Interpretacions
Les interpretacions més comunes de l'arquitectura islàmica es resumeixen en els següents punts:
- El concepte del poder infinit d'Al·là que és evocat per dissenys com la repetició dels temes que suggereixen l'infinit.
- Les formes humanes i animals es representen rarament en l'art decoratiu mentre que el treball d'Al·là es considera ser incomparable. El fullatge és un adorn freqüent però típicament estilitzat o simplificat per la mateixa raó.
- La cal·ligrafia àrab és utilitzada per realçar l'interior d'un edifici proporcionant cites de l'Alcorà.
- L'arquitectura islàmica s'ha anomenat "arquitectura del vel" perquè la bellesa menteix en els espais interiors (els patis i les cambres) que no són visibles des de l'exterior (amb una perspectiva de carrer). A més, l'ús de formes grandioses com ara voltes grans, minarets elevats, i patis grans són pensats per transmetre energia i fer ostentació del poder i cultura que es van arribar a aconseguir en moltes nacions musulmanes.

## Arquitectura de les mesquites i altres edificis dels països musulmans

### Formes
Moltes formes de l'arquitectura islàmica s'han desenvolupat en diverses regions del món islàmic. Els tipus arquitectònics islàmics més importants inclouen les construccions abbàssides més primerenques, mesquites amb forma de T (la intersecció de la nau central i al llarg de la paret de la qibla) és el cas de la Gran Mesquita de Kairuan fundada el 670, antecessora de totes les mesquites del món islàmic occidental tret de les de Turquia i els Balcans, i les mesquites amb volta central a la península d'Anatòlia. L'abundància petrolífera del segle xx en molts països islàmics va conduir a la construcció de moltes mesquites usant dissenys d'arquitectes moderns.
Les mesquites de planta àrab o hipòstil són el més primerenc tipus de mesquita, iniciades sota la Dinastia Omeia. Aquestes mesquites són o bé de planta quadrada o bé de planta rectangular i inclouen un pati i un passadís cobert dedicat a resar. Històricament, a causa dels climes calents que predominen a la Mediterrània i a l'Orient Mitjà, el pati va servir per acomodar a un gran nombre de fidels durant les pregàries de divendres.

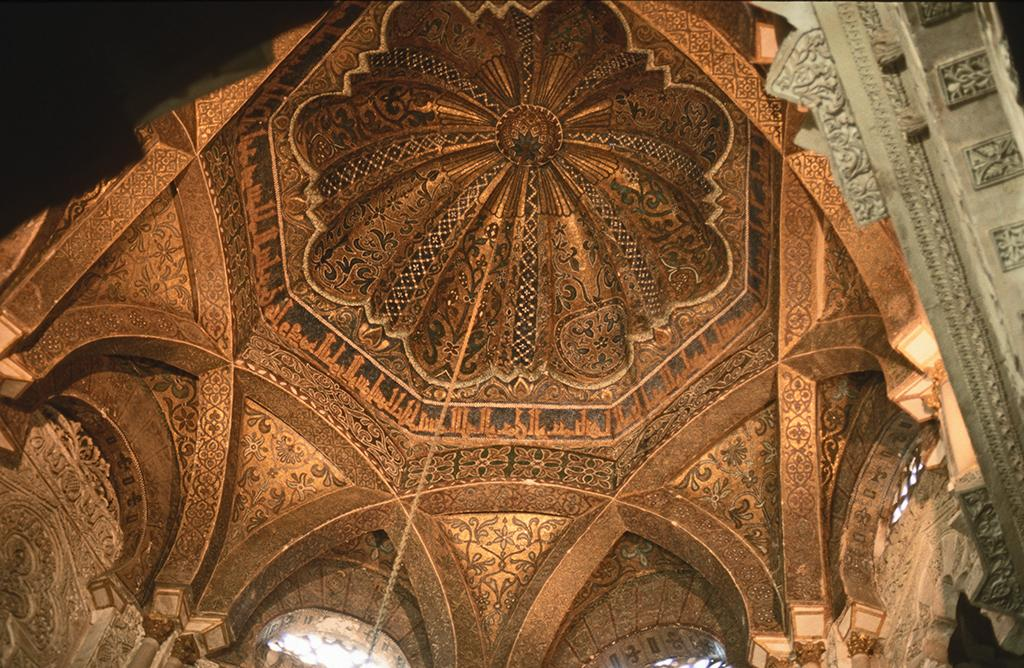
Interior de la Mesquita de Còrdova a Còrdova, Espanya.

Les més primerenques mesquites hipòstiles tenen terrats plans sobre dels passadissos del rés, fent necessari l'ús de nombroses columnes i suports. Una de les més importants mesquites hipòstiles és la Mesquita de Còrdova a Còrdova, Espanya, com a edifici que està suportat per prop de 850 columnes. Sovint, les mesquites hipòstiles tenen arcades externes perquè els visitants puguin gaudir d'alguna cortina. Les mesquites de planta àrab van ser construïdes majoritàriament sota les dinasties dels omeies i els abbàssides; posteriorment, però, la simplicitat de la planta àrab va limitar les oportunitats d'un major desenvolupament, i com a resultat, aquesta mena de mesquites va perdre popularitat.
Els otomans van introduir les mesquites amb volta central al segle xv. Es caracteritzen, com el seu nom indica, per tenir una volta gran centrada sobre el passadís del rés. A més del tenir una volta gran al centre, hi ha sovint voltes més petites que existeixen excèntriques sobre el passadís del rés o en altres zones de la mesquita, on el rés no es realitza. Aquest estil estava fortament influït per l'arquitectura religiosa romana d'Orient amb el seu ús de grans voltes centrals.

### Iwan

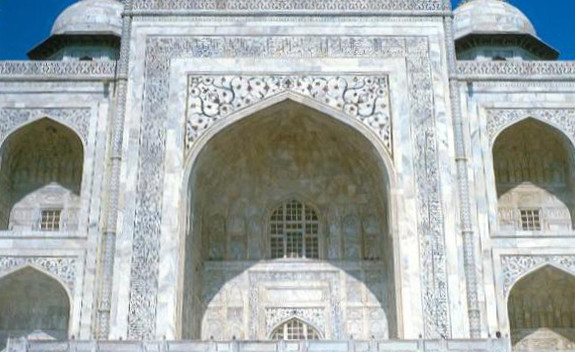
L'entrada iwan del Taj Mahal a Agra, Índia

Un iwan (del persa ايوان derivat de la paraula Pahlavi Ban significant casa) es defineix com un passadís o espai voltat, enclaustrat entre tres parets, estant la quarta paret enterament oberta a l'exterior.
Els iwan és eren una marca identificativa pròpia de l'arquitectura sassànida a Pèrsia, més tard va finalitzar el seu camí introduint-se dins de l'arquitectura islàmica com un dels seus elements. Aquesta transició va aconseguir el seu punt àlgid durant l'era seljúcida en la qual els iwans es van constituir com a unitat fonamental de disseny en l'arquitectura islàmica. Típicament, els iwans s'obren cap a un pati central, i s'han utilitzat tant en arquitectura pública com en residencial.
Les mesquites d'iwan són molt importants pels seus compartiments i iwans de volta, que són espais amb voltes oberts cap a fora en un extrem. A les mesquites d'iwan, un o més iwans s'enfronten a un pati central que serveix com a passadís per al rés. L'estil representa un préstec de l'arquitectura iraniana pre-Islàmica i s'ha utilitzat gairebé exclusivament per a les mesquites de l'Iran. Moltes mesquites d'iwan són convertits temples del foc de l'Zoroastrisme on el pati va ser utilitzat per contenir el foc sagrat. 

### Sahn

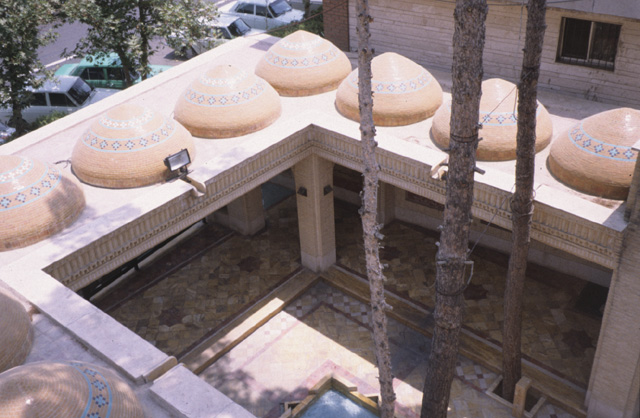
Un shan simple, amb un howz en el medi. Es denota en estar flanquejat per una arcada voltada. Aquesta mesquita està localitzada a Teheran.

Gairebé cada mesquita i moltes cases i altres edificis en àrees pertanyents al món islàmic contenen un pati religiós conegut com a sahn (en àrab صحن), que són envoltats en tots els seus costats per una arcada. És característic en els sahns trobar-nos amb una piscina central simètrica respecte a un o diversos eixos coneguda com a howz, on es realitzen les ablucions. Alguns sahns també tenen fonts per beure.
Si el sahn està en una mesquita, és usat per a la realització de les ablucions. Si el sahn està en un pati privat o en una casa tradicional, és usat per al bany, per estètica, o per ambdues coses.

### Jardins
L'alcorà usa el jardí com una analogia del paradís i l'islam que va venir a tenir una significativa influència en el disseny de jardins. L'alcorà té moltes referències a jardins que són usats, sovint, com a analogies terrenals sobre la vida al paradís que es promet als creients.
"  Al·là ha promès als homes i dones creients, sota rius que flueixen, per habitar en ells, i habitatges grans en jardins de domicili perpetu, i el millor de tot és el gran plaer d'Al·là; aquest és l'assoliment magnífic.  "(Alcorà 9.72)
Han sobreviscut jardins islàmics en una àmplia zona que s'estén des Espanya i Marroc a l'oest, fins a l'Índia a l'est.

### Arabescs
Un element decoratiu de l'art islàmic normalment trobat a les parets de mesquites, cases i altres edificis musulmans, és l'arabesc, una repetició de formes geomètriques inspirades en les formes de plantes, de figures abstractes i de vegades d'animals, sobretot ocells.
La visió islàmica del món determina les formes geomètriques i com s'han d'ajustar a un determinat format. Per als musulmans, aquestes formes, preses en conjunt, constitueixen un patró infinit que s'estén més enllà del món material visible. Per a molts al món musulmà, els arabescs simbolitzen l'infinit i, per tant, una descentralització, de la naturalesa creada per un sol Déu (Al·là). A més, l'artista islàmic que realitza arabescs transporta una espiritualitat definida sense l'iconagrafia de l'art cristià.
L'arabesc es fa servir en mesquites i altres construccions al llarg del món islàmic, i constitueix una manera de decorar amb preciosos, embellidors i repititius motius de l'art islàmic en comptes de fer pintures d'humans o animals el que hi està prohibit (Haram).

### Cal·ligrafia
La cal·ligrafia, aspecte essencial de l'àrab escrit, es va desenvolupar en manuscrits i en decoració arquitectònica. Aquesta forma d'art visual es pot trobar adornant les parets dels palaus, l'interior i les cúpules de les mesquites, així com l'estructura circumdant dels minbars. àrab està associada amb l'art geomètric islàmic de l'arabesc en les parets i també en els sostres de les mesquites així com en els texts escrits. Molts artistes contemporanis en el món islàmic dibuixen basant-se en l'herència de la cal·ligrafia àrab per utilitzar inscripcions i abstraccions cal·ligràfiques en el seu treball.
L'àrab engloba en un sol terme (jatt) les nocions d'escriptura i les de cal·ligrafia, fet que s'explica pel caràcter sagrat d'una llengua que és la del Sagrat Alcorà. Poques civilitzacions han portat l'art de la cal·ligrafia a un rang tan elevat com han fet els musulmans. 
En comptes d'expressar alguna cosa relacionada amb la realitat usant paraules parlades, la cal·ligrafia per als musulmans és una expressió visible de l'art més alt de tots, l'art del món  espiritual. La cal·ligrafia ha començat a ser la més venerada forma d'art islàmic perquè constitueix un enllaç entre la llengua dels musulmans i la seva religió. El llibre sagrat de l'islam, l'Alcorà, ha tingut un paper molt important en el desenvolupament i evolució de la llengua àrab, i per extensió, en la forma d'escriure l'alfabet àrab, és a dir, en seva cal·ligrafia. Proverbis i amplis passatges de l'Alcorà segueixen sent les fonts més usades per la cal·ligrafia islàmica.

### Llum
La llum representa a Déu en la religió islàmica. Simbolitza l'esplendor de la fe.
A l'Alcorà s'observa el següent passatge:
 "35. Al·là és la Llum del cel i de la terra. La seva Llum és comparable a una fornícula en la qual hi ha un ble encès. El ble està en un recipient de vidre, que és com si fos una estrella fulgurant. s'encén d'un arbre beneït, una olivera, que no és de l'Orient ni l'Occident, i l'oli gairebé il·lumina tot sense haver estat tocat pel foc. 'Llum sobre Llum! Al·là dirigeix a la seva Llum a qui Ell vol. "
En Islam, la paraula "nur" significa la llum de Déu. Segons aquesta religió, Al·là considera a tots els homes iguals. No té res a cridar l'atenció sobre l'altre.
Per aquesta raó, la llum ha de repartir uniformement per les sala d'oració. És un element que crea l'atmosfera de recolliment per a la trobada dels fidels amb el seu Déu.
L'espai només ha d'estar prou il·luminat per crear un sensació d'assossec que amaini i dissolgui les tensions.
D'altra banda, l'Islam es va expandir substancialment per països amb climes extremadament càlids. Conseqüentment, els musulmans busquen evitar l'accés directe dels raigs solars. Havien de buscar una solució que els permetés combatre la calor i il·luminar l'espai interior, sense impedir la ventilació, però al mateix temps garantint la intimitat. La resposta la van trobar en l'ús de les "pantalles".

## Elements de l'estil islàmic
L'arquitectura islàmica pot identificar pels següents elements de disseny, que es van imitar de la primera mesquita construïda per Mahoma a Medina, així com altres característiques que es van adaptar de construccions preislàmiques com esglésies, temples i sinagogues. L'arquitectura romana d'Orient va tenir una gran influència en l'arquitectura islàmica primerenca amb els seus arcs rodons, cambres cuirassades i voltes característics.
- Patis grans combinats sovint amb un passadís central per al rés (originalment una característica de Masjid al-Nabawi).
- Minarets o torres (aquests van ser utilitzats originalment com a talaies-torxa, una mena de fars, segons el vist en la Gran Mesquita de Damasc, per tant sorgeix de la derivació de la paraula àrab nur, significant "llum").
- Mihrab o fornícula immers dins del mur indicant la direcció a la Meca. Això es va poder haver derivat d'usos previs de les hornaciones per a l'ajust de les volutes del torah a les sinagogues jueves o al haikal de les esglésies coptes.
- voltes i cúpules.
- Iwans col·locats entre diverses seccions per dividir-les.
- L'ús de la forma geomètrica i l'art de la repetició (arabescs).
- L'ús cal·ligrafia àrab per decorar en comptes de pintures que estaven prohibides (haram) en l'arquitectura de les mesquites. Cal observar que en l'arquitectura secular, els quadres estaven de fet presents.
- La font de ablucions (sovint usada com a àrea per al wudu dels musulmans).
- L'ús de colors brillants.
- Focalització tant de l'espai interior com de l'exterior de les construccions.

## Diferències entre l'arquitectura islàmica i l'arquitectura persa
Com la d'altres nacions que es van convertir en part del regne islàmic, l'arquitectura persa no ha de ser confosa amb arquitectura islàmica i no es refereix àmpliament als estils arquitectònics a través del món islàmic. L'arquitectura islàmica, per tant, no inclou directament referències als estils perses existents abans de l'arribada de l'islam. L'arquitectura persa, com la d'altres nacions, és anterior a l'arquitectura islàmica i es pot entendre correctament com a influència important en l'arquitectura islàmica total així com en aquella branca de l'arquitectura islàmica que sorgeix des de la introducció de l'islam a Pèrsia. L'arquitectura islàmica es pot classificar segons la cronologia, la geografia, i la tipologia de l'edifici.